# Площадь Памяти (Тюмень)
Площадь Памяти находится в Ленинском административном округе Тюмени. С юго-запада и с востока она ограничивается улицами Таймырская и Мельникайте. На севере она граничит с Текутьевским кладбищем и Яблоневой рощей.

## История
Решение о создании в Тюмени Площади Памяти было принято 20 марта 1987 г. Для этого был выбран безымянный уголок около Дома культуры «Геолог». Архитекторами выступили Р. Сахабутдинов и В. Анисимов.
На площади были установлены:
- Мемориал Победы в Великой Отечественной войне
- Пилоны, на которые нанесли имена солдат, погибших на Великой Отечественной войне — более 6,5 тыс. надписей
- Стелы с именами тюменцев — Героев Советского Союза и Полных кавалеров Ордена Славы
- Вечный огонь
- Братская могила советских воинов, умерших от ран в госпиталях Тюмени
- Памятник Скорбящей материи молодого воина со склонённым знаменем
- Звонница с колоколами — установлена 26 апреля 2007 г. рядом с Вечным огнём. Самый большой колокол весит 326 кг, второй по величине — 164 кг. Вес третьего колокола 90 кг
- Памятный знак «Памяти узников фашистских концлагерей 1941—1945 гг.»
- Памятный знак «Жертвам сталинизма 1937—1938 гг.»
- Памятный знак «Жертвам сталинских репрессий 1943—1957 гг. от калмыцкого народа»
- Памятный знак «Солдатская аллея. Сыновьям, погибшим в локальных войнах и конфликтах от матерей и жителей Тюменской области»
- Военная техника

Памятник воинам, умершим от ран в госпиталях Тюмени — самый старый мемориал площади. В 1954 г. горисполком Тюмени обратил внимание на то, что могилы солдат, умерших в госпиталях Тюмени и похороненных на южной окраине Текутьевского кладбища, без должного ухода пришли в запущенное состояние. Поэтому в 1955 г. останки солдат перезахоронили в братскую могилу, а над ней поставили памятник работы архитектора В. А. Бешкильцева, который изображал коленопреклоненного воина со знаменем в руках. Этот памятник был первым в Тюмени, посвящённый Великой Отечественной войне. В 1968 г. памятник был реконструирован скульптором В. М. Белов — теперь он изображает фигуры скорбящей матери и молодого воина со склоненным знаменем в руках. Около скульптурной композиции установили стелу с именами 227 солдат, умерших в тюменских госпиталях
Пилоны с именами павших тюменцев устанавливались в период с весны 2000 г. по весну 2003 г.
Звонница с колоколами установлена 26 апреля 2007 г. рядом с Вечным огнём. Высотой 29 метров и диаметром 5 метров. Самый большой колокол весит 326 кг, второй по величине — 164 кг, на нём икона архангела Михаила и надпись:
Защитникам нашего Отечества от благодарных жителей града Тюмени в лето 2007 от Рождества Христова
Вес третьего колокола 90 кг. На нем икона Спаса Нерукотворного и надпись:
Спаси и сохрани
26 февраля 2010 г. на заседании городской комиссии было принято решение сохранить название площади, несмотря на просьбы инициативной группы ветеранов войны и труда клуба ветеранов Тюмени переименовать площадь в «Мемориал Победы в Великой Отечественной войне». Решение было мотивировано тем, что на площади расположены памятники и памятные знаки, слишком различающиеся по тематике, культурному и историческому значению
В марте 2015 года на площади началась реконструкция: к годовщине Победы в ВОВ реконструировали памятники: имена ветеранов Войны отдирали от плит. Видео с этим действом распространилась по социальным сетям, создав огромный скандал. Например, его выдавали за факт фашизма в Таллине.

## Галерея

Вечный огонь
Памяти жертв сталинизма
Жертвам сталинских репрессий
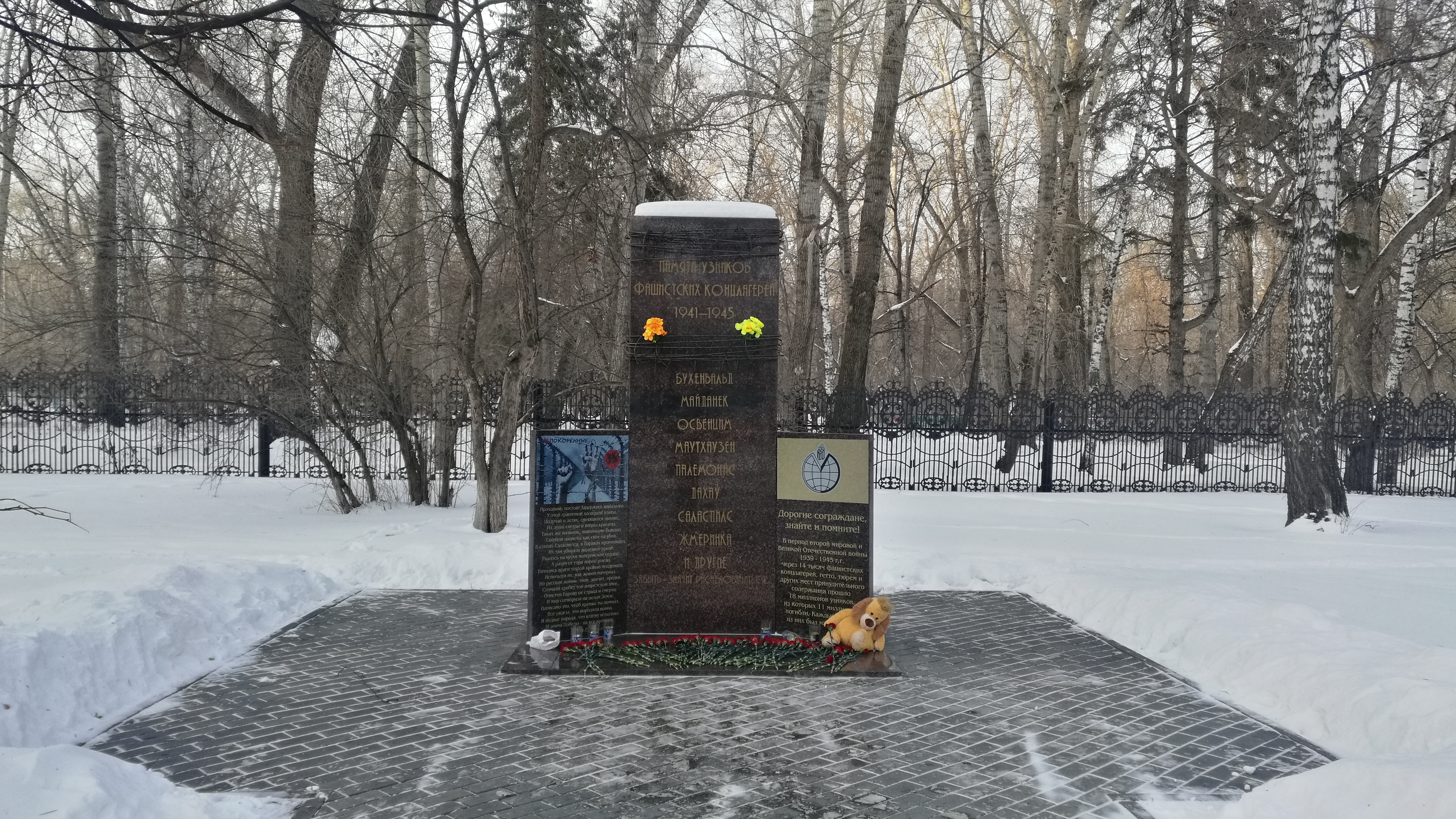
Узникам фашистских концлагерей
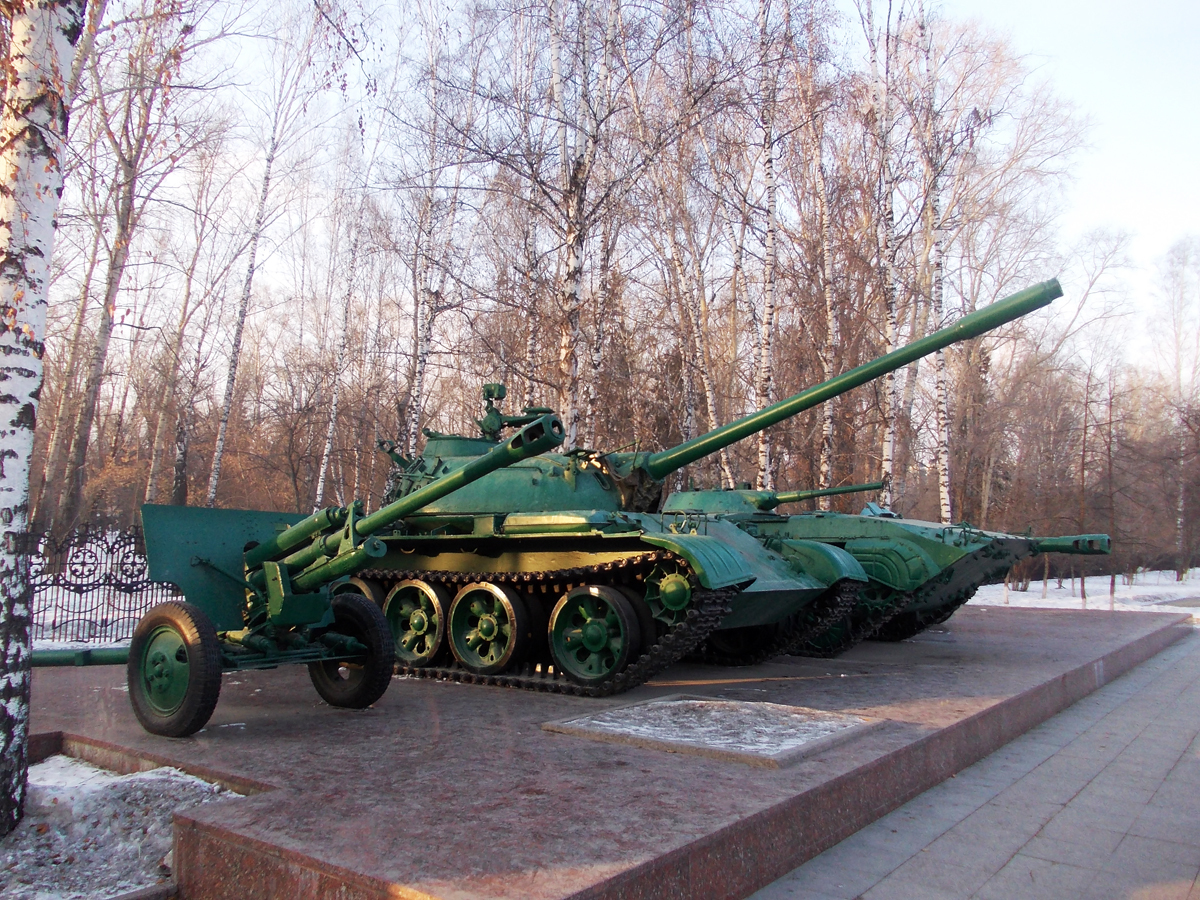
Военная техника